# Franz Konrad (officier SS)
Pour les articles homonymes, voir Konrad.
 (septembre 2022).
La mise en forme du texte ne suit pas les recommandations de Wikipédia : il faut le « wikifier ».
Les points d'amélioration suivants sont les cas les plus fréquents. Le détail des points à revoir est peut-être précisé sur la page de discussion.
- Les titres sont pré-formatés par le logiciel. Ils ne sont ni en capitales, ni en gras.
- Le texte ne doit pas être écrit en capitales (les noms de famille non plus), ni en gras, ni en italique, ni en « petit »…
- Le gras n'est utilisé que pour surligner le titre de l'article dans l'introduction, une seule fois.
- L'italique est rarement utilisé : mots en langue étrangère, titres d'œuvres, noms de bateaux, etc.
- Les citations ne sont pas en italique mais en corps de texte normal. Elles sont entourées par des guillemets français : « et ».
- Les listes à puces sont à éviter, des paragraphes rédigés étant largement préférés. Les tableaux sont à réserver à la présentation de données structurées (résultats, etc.).
- Les appels de note de bas de page (petits chiffres en exposant, introduits par l'outil «  Source ») sont à placer entre la fin de phrase et le point final[comme ça].
- Les liens internes (vers d'autres articles de Wikipédia) sont à choisir avec parcimonie. Créez des liens vers des articles approfondissant le sujet. Les termes génériques sans rapport avec le sujet sont à éviter, ainsi que les répétitions de liens vers un même terme.
- Les liens externes sont à placer uniquement dans une section « Liens externes », à la fin de l'article. Ces liens sont à choisir avec parcimonie suivant les règles définies. Si un lien sert de source à l'article, son insertion dans le texte est à faire par les notes de bas de page.
- La présentation des références doit suivre les conventions bibliographiques. Il est recommandé d'utiliser les modèles {{Ouvrage}}, {{Chapitre}}, {{Article}}, {{Lien web}} et/ou {{Bibliographie}}. Le mode d'édition visuel peut mettre en forme automatiquement les références.
- Insérer une infobox (cadre d'informations à droite) n'est pas obligatoire pour parachever la mise en page.

Pour une aide détaillée, merci de consulter Aide:Wikification.
Si vous pensez que ces points ont été résolus, vous pouvez retirer ce bandeau et améliorer la mise en forme d'un autre article.
Franz Konrad, né le 1er mars 1906 à Liesing et mort le 6 mars 1952 à Varsovie, est un commandant autrichien de niveau intermédiaire des SS de l'Allemagne nazie, responsable administratif de la Werteerfassung ou « enregistrement des objets de valeur » dans le ghetto de Varsovie. Il est surnommé le « roi du ghetto de Varsovie ». En mars 1952, il est exécuté par pendaison à Varsovie.

## Carrière
Franz Konrad, fils de mineur, obtient un diplôme en commerce. Il travaille avec diverses entreprises d'exportation en tant que comptable. Il a rapidement « démontré sa propension à l'action criminelle lorsqu'il a été surpris en train de voler de l'argent à son employeur. Non seulement il perd son emploi, mais il est également emprisonné pendant trois mois en 1932. Sorti de prison et sans travail, Konrad a dérivé pendant quelques semaines jusqu'à ce que son ancien avocat de la défense l'aide à rejoindre les SS autrichiens, alors illégaux, (numéro 46 204) en janvier 1933 ». Par la suite, il rejoint le parti nazi avec le numéro de membre : 1 085 499. Konrad, membre des Lebensborn, s'est marié en 1931 et est devenu par la suite père de trois enfants.
Après le 19 juin 1933, l'Autriche interdit le parti nazi et Franz Konrad participe à la tentative de coup d'État en juillet 1934. Konrad est arrêté et détenu à Wöllersdorf-Steinabrückl. En juillet 1935, il s'enfuit vers l'Allemagne nazie et entre dans le camp de formation SS de Weisshenfeld pour suivre une formation militaire en tant que membre de la SS-Verfügungstruppe. Il retourne en Autriche après l’Anschluss en avril 1938 en tant que chef SS à plein temps et officier administratif de la section SS XXXV, Sturmbann III/94 (SS-Führer und Verwaltungsführer des SS-Abschnitts XXXV, Sturmbann III/94). En janvier 1939, Konrad est nommé SS-Untersturmführer.
En novembre 1939, après le déclenchement de la Seconde Guerre mondiale, Franz Konrad est convoqué comme officier administratif à plein temps des SS et  SS-Oberscharführer der Waffen SS à Varsovie. Dans un développement ultérieur à l'école de gestion de la 1re division SS Leibstandarte SS Adolf Hitler, Konrad est responsable de la construction et de l'établissement de logements pour les troupes ainsi que de l'acquisition de biens pour ces troupes à Varsovie.
En juin 1941, Franz Konrad est rattaché à la cavalerie d'Hermann Fegelein et participe à l'opération Barbarossa. En juillet 1941, il est promu au grade de SS-Obersturmführer. En juillet 1942, il retourne à Varsovie et devient directeur administratif pour l'acquisition de biens et de biens mobiliers juifs dans le ghetto de Varsovie où il reçoit le surnom de « roi du ghetto de Varsovie ». Sous la supervision directe des SS et du chef de la police à Warschau, Ferdinand von Sammern-Frankenegg, il est responsable de la réquisition, du tri et de l'acheminement des actifs, des fonds, de l'équipement et des machines juifs. À Varsovie, il est « prétendu avoir gardé l'aristocrate polonaise, la comtesse Barbara Kalewska comme sa maîtresse personnelle ».
Le 1er avril 1943, Konrad est réaffecté auprès du chef de la SS à Lublin, Odilo Globocnik et employé dans la Ostindustrie GmbH. De là, il est retourné à Warschau auprès de Ferdinand von Sammern-Frankenegg dans le ghetto de Varsovie. Lors du soulèvement du ghetto de Varsovie en 1943, Konrad prend part à la répression. Dans le reste de 1943, Konrad était occupé par l'examen du camp de prisonniers de guerre de Włodawa qui a été transformé en camp de travail. En outre, il a participé à l'acquisition d'objets de valeur dans le ghetto de Białystok, ainsi qu'à la relocalisation des machines dans le reste du ghetto de Varsovie. À la fin de 1943, Konrad a terminé son travail pour Ostindustrie GmbH et à partir du 3 janvier 1944, Franz Konard a été employé comme chef administratif du bureau SS à Schloss Fischhorn près de Zell am See. En février 1944, il est promu SS-Hauptsturmführer. Il y aurait maintenu Martha von Broskowitz comme secrétaire personnelle et maîtresse.
Le 5 mai 1945, Spacil rencontre le SS-Hauptsturmführer Franz Konrad dans le village de Mittensill près de Taxenbach et lui remet une somme substantielle en monnaie de la Reichsbank. Il s'agissait principalement d'argent de la Reichsbank de Berlin destiné à une certaine utilisation après la guerre, tandis qu'une partie de l'argent était apparemment distribuée librement aux officiers supérieurs de la Gestapo et des SS à proximité pour payer leurs salaires aux soldats allemands.

## Après la guerre
Après la guerre, Konrad a été arrêté et condamné lors du procès du SS-Gruppenführer Jürgen Stroop pour avoir participé à la liquidation du ghetto de Varsovie. Le 6 mars 1952, Konrad est exécuté par pendaison à Varsovie avec Stroop.

## Dates d'obtention de grade
- janvier 1939 : SS-Untersturmführer
- novembre 1940 : SS-Oberscharführer der Waffen SS
- juillet 1941 : SS-Obersturmführer
- Février 1944 : SS-Hauptsturmführer